# ピアノ協奏曲第2番 (マクダウェル)
ピアノ協奏曲第2番 ニ短調 作品23は、エドワード・マクダウェルが1885年の主版に完成させたピアノ協奏曲。グリーグ、サン＝サーンス、リストの協奏曲との明白な類似点として指摘される部分もあるものの、少なくとも作曲者のピアノ協奏曲第1番との比較において非常に独自性の高いものとなっている。本作はアメリカ人が書いた初の一流ピアノ協奏曲であり、マクダウェルが作曲した大規模な楽曲中で唯一標準的なレパートリーに定着した楽曲であった。

## 概要
マクダウェルがピアノ協奏曲第1番を作曲、初演したのは1882年であり、このとき彼はまだ22歳であった。出版は1884年に行われた。間もなく彼は第2番の作曲に着手する。1885年の後半にヴィースバーデンで完成された後、作品は数年にわたり演奏されないままとなっていた。マクダウェルは1888年にアメリカ合衆国へと帰国する。1889年3月5日、ニューヨークのチッカリング・ホールでセオドア・トマスが指揮するニューヨーク・フィルハーモニックと作曲者自身の独奏により、新作協奏曲初演の運びとなった。この演奏会ではチャイコフスキーの交響曲第5番のアメリカ初演も行われている。翌年、ブライトコプフ・ウント・ヘルテルから管弦楽総譜と作曲者自身によるピアノ2台用編曲の楽譜が出版された。曲はマクダウェルが若い頃にピアノの指導を行った、著名なピアニストであるテレサ・カレーニョへと献呈された。
本作の初録音は、アーサー・フィードラー指揮、ボストン・ポップス・オーケストラの演奏、ヘスス・マリア・サンロマの独奏で1934年に行われた。ヴァン・クライバーンは18歳でのプロ・デビューを飾る楽曲として本作を選曲している。

## 演奏時間
約26分。

## 楽器編成
ピアノ独奏、フルート2、オーボエ2、クラリネット2（B♭）、ファゴット2、ホルン4（F）、トランペット2（F）、トロンボーン3、ティンパニ、弦五部。

## 楽曲構成

### 第1楽章
Larghetto calmato – Poco più mosso, e con passione ニ短調 6/8拍子
ソナタ形式。管弦楽によるワーグナー風にも思われる導入で幕を開ける（譜例1）。
譜例1
ピアノが入ってきてカデンツァを披露すると、序奏部が簡単に繰り替えされて主部に至る。ピアノが装飾を交えて奏する第1主題にはカデンツァで提示された材料が盛り込まれている（譜例2）。
譜例2
ヴァイオリンがトレモロを刻む中でクラリネットとチェロが奏する第2主題は、序奏部の主題であった譜例1をヘ長調へ転じたものである。これにピアノが装飾的な音型で加わり高揚する。勢いを減じることなく展開へ入るものの、ピアノのカデンツァが差し挟まれて中断される。オーケストラのトゥッティで譜例2が奏されると三度カデンツァとなる。低弦のピッツィカートに乗って木管が第1主題を静かに奏でるとピアノがニ長調を導き、クライマックスを築いて簡単なコーダを経て静かに終了する。

### 第2楽章
Presto giocoso 2/4拍子 変ロ長調
ロンド形式。作曲者によれば、この楽章はシェイクスピアの『空騒ぎ』のベアトリスを演じたエレン・テリーに触発されて書かれているという。4小節の導入に続いてピアノが無窮動的な主題を弾きだす（譜例3）。この主題は2度目に奏される際にはどこか民謡のような調子を帯びている。
譜例3
続いて抒情的な主題が現れる（譜例4）。これはさほど発展せずに譜例3の再現へと移っていく。
譜例4
次第に熱を帯びて行くと譜例4が弦と木管を伴って堂々と奏される。再びスケルツォ主題の再現となり、最後は暗転の予感をさせつつもそれは現実とならず、ピウ・モッソとなって軽快に楽章を終える。

### 第3楽章
Largo - Molto allegro ニ長調 3/4拍子
ティンパニと低弦によるニ短調の仄暗い序奏に始まる。序奏は先行楽章の主題の変奏に基づく。続いてピアノが第1楽章のカデンツァの引用を奏し、アレグロ、ニ長調の主部へと橋渡しをしていく。ピアノのトリルを聞きながら木管が主題を予告し、引き継いだピアノが強奏でその全容を提示する（譜例5）。
譜例5
間もなくポコ・ピウ・モッソとなり、ヘ長調で気の利いたリズムによるおてんばなエピソードが入ってくる（譜例6）。
譜例6
さらに時間をおかずに金管からロ短調の重々しい主題が提示される（譜例7）。これは第1楽章の主題に由来するものである。
譜例7
速度をポコ・ピウ・レントへ落としてピアノがカデンツァ主題を回想する。続く譜例5の再現では魅惑的なオルゴールの模倣をみせる。ピアノ単独の走句を置いて静まっていき、チェロが穏やかな調子でニ長調に転じた譜例7を奏でていく。これを受け継いだピアノは徐々にスピードを上げ、譜例6へと接続する。さらに金管から譜例5が再現されると華やかさを増し、コーダではプレスト、プレスティッシモとさらに加速して輝かしく全曲の幕を下ろす。